# Didelphodon
Didelphodon és un gènere extint de mamífers metateris de la família Stagodontidae, que visqué a finals del període Cretaci a Nord-amèrica. Inclou tres espècies, Didelphodon vorax, D. padanicus i D. coyi. Encara que solament era una mica més gros que l'opòssum de Virgínia, fou un dels majors mamífers del Mesozoic.